# Raw Live
Raw Live est un dvd d'Yngwie Malmsteen sorti en 2010 sur le label du guitariste, Rising Force Records. Il contient des passages filmés de manière professionnelle par des équipes de télévision, probablement pour illustrer des émissions de hard-rock, ainsi que des vidéos amateurs pirates. On trouve ainsi des morceaux enregistrés lors des tournées Fire & Ice en 1992, Trilogy en 1986 ou bien Inspiration en 1996, mais également des extraits d'un concert de 1981 en Suède alors qu'Yngwie ne disposait pas de label et que sa carrière professionnelle n'existait toujours pas!
- La qualité visuelle et le son sont très aléatoires, puisqu'il s'agit d'un dvd sans fioriture, sans retouche, le tout ayant été compilé dans le but de fournir des archives collant au plus proche de la réalité. Il s'agit donc d'un produit très amateur fabriqué de manière professionnelle, beaucoup de vidéos étant proches de celles que l'on peut trouver sur www.youtube.com!